# (31238) Kroměříž
(31238) Kroměříž, désignation internationale (31238) Kromeriz, est un astéroïde de la ceinture principale.

## Description
(31238) Kromeriz est un astéroïde de la ceinture principale. Il fut découvert le 21 février 1998 à l'Observatoire Kleť par Jana Tichá et Miloš Tichý. Il présente une orbite caractérisée par un demi-grand axe de 3,36 UA, une excentricité de 0,03 et une inclinaison de 3,1° par rapport à l'écliptique.

## Compléments